# John Howarth (cầu thủ bóng đá)
John Thomas Howarth  (sinh năm 1899) là một cầu thủ bóng đá người Anh thi đấu ở vị trí hậu vệ biên. Sinh ra ở Darwen, Lancashire, ông khởi đầu sự nghiệp với câu lạc bộ quê nhà, Darwen F.C., trước khi chuyển đến Manchester United vào tháng 5 năm 1921 với mức giá tổng 750 bảng Anh cùng với George Haslam đến sân Old Trafford. Ông có màn ra mắt vào tháng 1 năm 1922 trong thất bại 3-0 trên sân khách trước Sheffield United, thi đấu cùng với Charlie Radford khi không có sự xuất hiện của Jack Silcock. Howarth thi đấu thêm 3 trận mùa giải đó, lần này là với Silcock thay thế cho Radford, bao gồm chiến thắng 3-2 ở lượt trận về trước Sheffield United. Manchester United bị xuống hạng mùa giải đó, nhưng mặc dù đội bóng sử dụng 29 cầu thủ tại Second Division mùa giải 1922-23, Howarth không bao giờ được thi đấu cho câu lạc bộ nữa. Ông bị đưa vào danh sách chuyển nhượng, nhưng được cho là không thi đấu cho câu lạc bộ nào cho đến đầu mùa giải 1927-28.